# Santa Cruz de la Zarza (kommun)
Santa Cruz de la Zarza är en kommun i Spanien.   Den ligger i provinsen Toledo och regionen Kastilien-La Mancha, i den centrala delen av landet, 60 km sydost om huvudstaden Madrid. Antalet invånare är 4 891.